# Cabanillas
Cabanillas – gmina w Hiszpanii, w Nawarze, o powierzchni 35,66 km². W 2011 roku gmina liczyła 1490 mieszkańców.